# Memphis phantes
Espèce
Memphis phantes  est une espèce d'insectes lépidoptères (papillons) de la famille des Nymphalidae, de la sous-famille des Charaxinae et du genre Memphis.

## Dénomination
L’espèce Memphis phantes a été décrit par l'entomologiste allemand Carl Heinrich Hopffer en 1874 sous le nom initial de Paphia phantes.

### Synonymes
- Paphia phantes Protonyme

## Taxinomie
Liste des sous-espèces
- Memphis phantes phantes ; présente en Bolivie et au Pérou.

Synonymie pour cette sous-espèce
Anaea vicinia iphimedes (Röber, 1916)
- Memphis phantes vicinia (Staudinger, 1887) ; présente en Guyane et au Pérou.

Synonymie pour cette sous-espèce
Anaea phantes vicinia (Staudinger, 1887)

## Description
Memphis phantes est un papillon aux ailes antérieures à bord costal bossu, apex angulaire, à bord externe presque droit, angle interne en crochet et bord interne très concave avec une queue en massue à chaque aile postérieure.
Le dessus est bleu sombre à noir chez le mâle, marron  avec une partie basale bleu clair chez la femelle.
Le revers est marqué de roux et chez la femelle jaune clair avec une bande oblique marron depuis le bord interne de l'aile antérieure vers l'apex et depuis le bord costal de l'aile postérieure.

## Écologie et distribution
Memphis phantes est présent en Bolivie, au Pérou et en Guyane,,.

### Biotope
Memphis phantes réside dans les divers types de forêt.

### Protection
Pas de statut de protection particulier.